# Marcelline Aboh
Marcelline Aboh (1940 - 20 de agosto de 2017), conhecida pelo seu apelido Détin Bonsoir, foi uma actriz de Benim de Porto Novo. Ela morreu de ataque cardíaco após sofrer problemas de saúde devido à sua idade.
Ela foi a principal comediante do grupo de comédia folclórica feminina Les échos de la capitale. Ela juntou-se a eles em 1980, após iniciar a sua carreira no teatro em 1958.
A cineasta e actriz teve oito filhos.